# روبرت باش
روبرت باش (بالإنجليزية: Robert Bausch)‏ (18 أبريل 1945 في الولايات المتحدة - 9 أكتوبر 2018، فريدريكسبيورغ في الولايات المتحدة)؛ روائي أمريكي. درس في جامعة جورج ماسون.